# Gjakmarrja

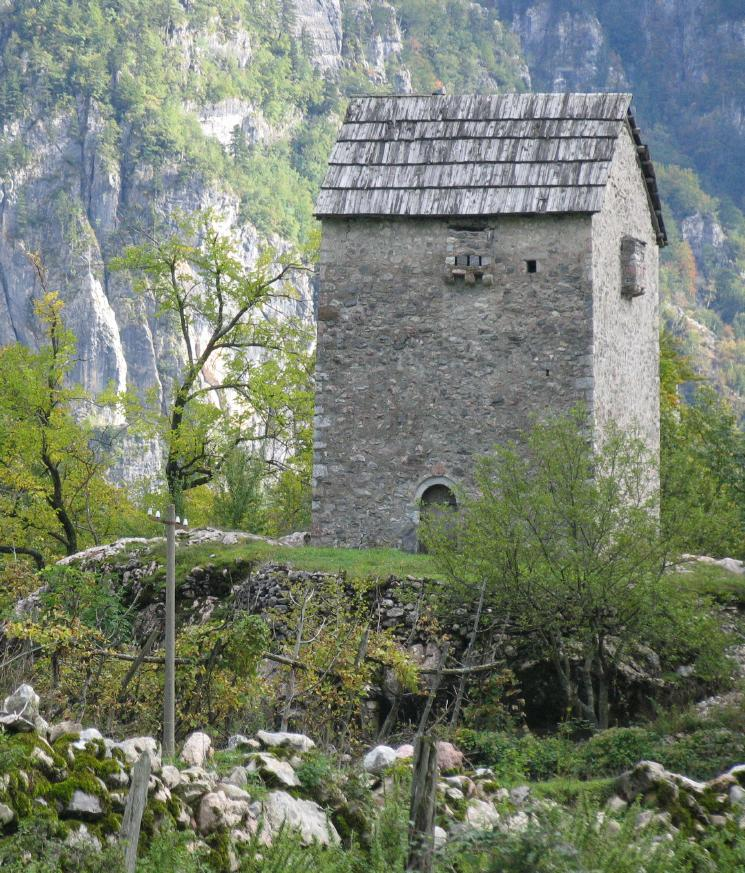
Una torre fortificata (kullë) utilizzata come rifugio sicuro per gli uomini coinvolti in una faida. Theth, Albania settentrionale.

Nella cultura tradizionale albanese, la gjakmarrja (in italiano: "prendere il sangue", ovvero "faida di sangue") o hakmarrja ("vendetta") è l'obbligo sociale di uccidere un delinquente o un membro della sua famiglia per salvare il proprio onore. Questa pratica è generalmente vista in linea con il codice sociale noto come "Canone di Lekë Dukagjini" (Kanuni i Lekë Dukagjinit) o semplicemente Kanun (composto da 12 libri e 1.262 articoli). Il codice era originariamente un "codice non religioso che veniva usato sia da musulmani che da cristiani".
Proteggere il proprio onore è una componente essenziale della cultura albanese perché è il fulcro della rispettabilità sociale. L'onore era tenuto in grande considerazione perché si traduceva nel corso delle generazioni. I lasciti e la storia erano portati nei cognomi degli albanesi e dovevano essere tenuti in alta priorità, anche a costo della propria vita. Pertanto, quando un attacco personale di una vasta ampiezza veniva scatenato su un membro di una famiglia, ci si doveva aspettare una punizione uguale secondo le leggi del Kanun. Alcune delle azioni che avviavano la gjakmarrja includevano "uccidere un ospite mentre era sotto la protezione del proprietario della casa, la violazione della proprietà privata, il mancato pagamento di un debito, rapimento o seduzione o stupro di una donna." Ciò spesso si estendeva a molte generazioni se il debito non veniva pagato. Coloro che sceglievano di non pagare con la vita dei loro familiari vivevano nella vergogna e nell'isolamento per il resto della loro vita, imprigionati nelle loro case.

## Storia

### Periodo ottomano
Il controllo ottomano esisteva principalmente nei pochi centri urbani e nelle valli dell'Albania settentrionale ed era minimo e quasi inesistente sulle montagne, dove i malisori (allevatori albanesi) vivevano un'esistenza autonoma secondo il Kanun (legge tribale) di Lek Dukagjini. Le controversie erano risolte attraverso la legge tribale nell'ambito di vendette o faide sanguinose e l'attività era diffusa tra i malisori. In situazioni di omicidio la legge tribale sanciva il principio del koka për kokë ("testa per testa") dove i parenti della vittima erano obbligati a cercare la gjakmarrja. Il 19% delle morti maschili nel vilayet di Scutari erano causate da omicidi dovuti a vendette e faide durante il tardo periodo ottomano. Allo stesso tempo, il Kosovo occidentale era anche un'area dominata dal sistema tribale albanese in cui i malisori kosovari risolvevano le controversie tra loro attraverso il loro diritto montano; 600 albanesi morivano all'anno a causa delle faide.
Il sultano Abdul Hamid II, i funzionari ottomani distaccati nelle terre popolate da albanesi e alcuni albanesi disapprovavano fortemente le faide di sangue, considerandole disumane, incivili e un inutile spreco di vite che creava disordine sociale, illegalità e dislocazione economica. Nel 1881 notabili locali e funzionari delle aree di Debar, Pristina, Elbasan, Mati, Ohrid e Tetovo chiesero allo stato di prevenire le vendette di sangue. Per risolvere le controversie e reprimere la pratica, lo stato ottomano affrontò direttamente il problema inviando Commissioni per la riconciliazione della faida di sangue (in turco ottomano musalaha-ı dem komisyonları) che produssero risultati con scarso successo. Nel tardo periodo ottomano, a causa dell'influenza dei preti francescani cattolici, si verificarono alcuni cambiamenti nelle pratiche delle faide sanguinarie tra gli altopiani albanesi, come il senso di colpa limitato all'autore del reato o alla sua famiglia e persino l'esempio di una tribù che accettò il radere al suolo la casa del reo come risarcimento per il offesa.
All'indomani della Rivoluzione dei Giovani Turchi nel 1908, il nuovo governo dei Giovani Turchi istituì le Commissioni per la Riconciliazione delle Faide di Sangue che si concentrarono sulle regioni di İpek (Pejë), Prizren e Tepedelen (Tepelenë). Le commissioni condannarono gli albanesi che avevano partecipato a vendette di sangue e il Consiglio dei ministri permise loro di continuare il loro lavoro nelle province fino al maggio 1909. Dopo la Rivoluzione dei Giovani Turchi e il successivo ripristino della Costituzione ottomana, le tribà Shala, Kastrati, Shoshi e Hoti fecero una besa (pegno) per sostenere il documento e l'interruzione delle faide di sangue con le altre tribù fino al 6 novembre 1908.

### Albania indipendente
A partire dal 1940 [dato non definitivo], secondo quanto riferito esistevano circa 600 vendette di sangue contro re Zog I di Albania. C'è stato un revival di casi di gjakmarrja in parti remote dell'Albania (come il nord) e del Kosovo, dovuto alla mancanza del controllo statale in seguito al crollo del comunismo.
Il testo albanese del Comitato Helsinki per i diritti umani ritiene che una delle ragioni della pervasività delle vendette di sangue sia il malfunzionamento della potere giudiziario del paese. Molti albanesi vedono i tribunali come corrotti o inefficaci e preferiscono un percepito autogoverno offerto dall'adesione al Kanun, accanto alla legge statale.
Uno studio albanese del 2018 sulle vendette di sangue che includeva dati dai registri della polizia ha rilevato che sono state colpite 704 famiglie dei quali 591 in Albania e 113 che hanno lasciato il paese. Sei distretti albanesi, Kukës, Scutari, Lezhë, Tirana e Durazzo, sono interessati dalla pratica. I distretti di Scutari e Alessio sono i più colpiti e le città di Tirana e Durazzo sono meno colpite. A Tirana le faide sono arrivate nella capitale con la migrazione di persone dalle regioni del nord e del nord-est. Le famiglie impegnate in vendette di sangue vivono principalmente in condizioni di povertà a causa dell'isolamento e dell'impossibilità di accedere a condizioni di vita migliori.
Ismet Elezi, professore di diritto all'Università di Tirana, ritiene che, nonostante l'approvazione del Kanun alla vendetta di sangue, ci siano regole rigide su come la pratica possa essere eseguita. Ad esempio, sono vietate le uccisioni per vendetta di donne (comprese le vergini giurate con ruoli maschili), bambini e anziani. Altri credono che lo stesso Kanun enfatizzi la riconciliazione e il processo di pacificazione e che l'interpretazione selettiva delle sue regole sia responsabile dell'attuale spargimento di sangue. Ad esempio, negli ultimi anni, ci sono sempre più segnalazioni di donne e bambini che subiscono gli stessi omicidi di redenzione. Queste regole dimenticate generano un'interpretazione errata del Kanun e incoraggiano le uccisioni insensate dei membri della famiglia.

### Kosovo
In Kosovo, la maggior parte dei casi di gjakmarrja furono riconciliati all'inizio degli anni '90 nel corso di un movimento di riconciliazione su larga scala guidato da Anton Çetta per porre fine alle faide. Il più grande raduno di riconciliazione ebbe luogo a Verrat e Llukës il 1º maggio 1990, con un numero di partecipanti compreso tra 100.000 e 500.000. Nel 1992 la campagna di riconciliazione pose fine ad almeno 1.200 vendette di sangue mortali e nel 1993 non si verificò un solo omicidio in Kosovo.

### Montenegro
In Montenegro, si è svolse a Tuzi (28 giugno 1970) un evento "Beslidhja e Malësisë" (Pegno di Malësia) alla presenza del clero cattolico e musulmano. Famiglie e altri parenti allargati nella regione della Malësia fecero una besa e accettarono di cessare le faide e di approvare i risultati giudiziari statali per le vittime e i rei.

## Nella cultura di massa
Lo scrittore albanese Ismail Kadare considera la gjakmarrja non un fenomeno esclusivamente albanese, ma storicamente una caratteristica dei Balcani nel loro insieme. Il suo romanzo del 1980 Aprile spezzato (in albanese Prilli i Thyer) esplora gli effetti sociali di una faida ancestrale tra due famiglie di proprietari terrieri, negli altopiani dell'Albania settentrionale negli anni '30. Il New York Times, recensendolo, ha scritto:"Aprile spezzato è scritto con magistrale semplicità in uno stile bardico, come se l'autore stesse dicendo: Siediti tranquillamente e lasciami recitare una storia terribile su una faida di sangue e l'inevitabilità della morte per arma da fuoco. nel mio paese. Sai che deve succedere perché è così che si vive su queste montagne. Gli insulti devono essere vendicati; l'onore della famiglia deve essere rispettato...".
Un adattamento cinematografico brasiliano del 2001 del romanzo intitolato Disperato aprile (in portoghese Abril Despedaçado) ha trasferito l'azione dall'Albania rurale alle terre desolate brasiliane del 1910, ma lasciandone inalterati i temi. È stato realizzato dal regista Walter Salles, interpretato da Rodrigo Santoro, ed è stato nominato per un BAFTA Award per il miglior film non in lingua inglese e un Golden Globe per il miglior film in lingua straniera. Il film americano-albanese La faida tratta anche delle conseguenze di una faida di sangue su una famiglia in una zona remota dell'odierna Albania.